# Artabotrys le-testui
Artabotrys le-testui Pellegr. – gatunek rośliny z rodziny flaszowcowatych (Annonaceae Juss.). Występuje naturalnie w Gabonie oraz Gwinei Równikowej. 

## Morfologia
PokrójZimozielone i zdrewniałe liany o owłosionych pędach.
LiścieMają kształt od eliptycznego do eliptycznie podłużnego. Mierzą 9–15 cm długości oraz 4,5–6,5 cm szerokości. Są skórzaste, lekko owłosione od spodu. Nasada liścia jest zaokrąglona. Wierzchołek jest spiczasty. Ogonek liściowy jest lekko owłosiony i dorasta do 5 mm długości.
KwiatyZebrane w kwiatostany. Rozwijają się w kątach pędów. Działki kielicha mają deltoidalny kształt i dorastają do 2–3 mm długości, są owłosione. Płatki zewnętrzne mają lancetowaty kształt i osiągają do 17–18 mm długości, natomiast wewnętrzne są równowąskie. Kwiaty mają 6–10 owłosionych słupków o jajowatym kształcie i długości 1–2 mm.
OwoceTworzą owoc zbiorowy. Mają odwrotnie owalny kształt. Osiągają 16–20 mm długości. Są siedzące. Mają zieloną barwę.

## Biologia i ekologia
Rośnie w wilgotnych lasach.